# Agnosia (film)
Pour les articles homonymes, voir Agnosia.
Pour plus de détails, voir Fiche technique et Distribution.
Agnosia est un film dramatique espagnol de 2010 réalisé par Eugenio Mira.

## Synopsis
Joanna Prats est atteinte d'agnosie, une maladie neuropsychologique qui altère ses cinq sens et modifie sa perception du monde qui l'entoure. À la mort de son père, Joanna hérite d'un secret industriel de grande valeur et convoité par un puissant groupe industriel. Celui-ci organise un plan machiavélique pour lui voler ce secret industriel révolutionnaire. 

## Fiche technique
- Réalisateur : Eugenio Mira
- Scénario : Eugenio Mira et Antonio Trashorras
- Producteur : Isaac Torras, Jesus de la Vega et M.A. Faura
- Producteur exécutif : Ester Velasco
- Musique : Eugenio Mira
- Montage : José Luis Romeu
- Directeur de la photographie : Unax Mendia
- Société de production : Telecinco Cinéma
- Editeur : Wild Side Vidéo
- Distributeur : Universal StudioCanal Vidéo
- Durée : 110 minutes

## Distribution
- Eduardo Noriega (VF : Damien Boisseau) : Carles Lardin
- Bárbara Goenaga (VF : Julie Turin) : Joanna Prats
- Martina Gedeck ( VF : Déborah Perret) : Lucille Prevert
- Félix Gómez (VF : Axel Kiener) : Vincent
- Jack Taylor (VF : Georges Claisse) : Meissner
- Sergi Mateu (VF : Féodor Atkine) : Arthur Prats
- Anna Sahun : Marga
- Santi Pons : Commissaire Solozabal
- Miranda Makaroff : Nuria
- Pep Molina : Gustavo
- Luis Zahera : Mariano

Sources : Version française (VF) d'après le carton de doublage